# Îles Canaries
Pour les articles homonymes, voir Canaries (homonymie).
Les îles Canaries (en espagnol : Islas Canarias) sont un archipel espagnol de l'océan Atlantique. Les Canaries font partie de la Macaronésie, un ensemble géographique regroupant les territoires insulaires volcaniques des îles Canaries, de Madère, des Açores et du Cap-Vert situés à l'ouest et proches des côtes nord-africaines. L'archipel des îles Canaries est le plus grand et le plus peuplé de la Macaronésie.
L'archipel forme l'une des dix-sept communautés autonomes d'Espagne, la communauté autonome des Canaries (en espagnol : Comunidad Autónoma de Canarias), divisée en deux provinces, Las Palmas et Santa Cruz de Tenerife, et constitue une région ultrapériphérique de l'Union européenne. Jusqu'en 1927, Santa Cruz de Tenerife est la seule capitale de l'archipel mais cette ville doit, à partir de cette année-là, partager cette fonction, tous les quatre ans, avec la ville de Las Palmas de Grande Canarie,.

## Toponymie
Le nom des îles Canaries vient du nom de l'île de la Grande Canarie, où se trouvaient les dirigeants les plus importants de l'archipel durant la Conquête. Cette île s'appelait Canarie (l'adjectif « Grande » lui a été donné après la Conquête à cause de la résistance de la population) et l'archipel était connu comme « las islas de Canaria » (« les îles de Canarie ») ; ce nom-ci a évolué vers l'actuel. Leur nom semble avoir plusieurs origines ; il viendrait, selon les sources :
- du peuple berbère qui porte le nom de Canarii qui aurait vécu dans les îles en premier ;
- des chiens locaux : dans certains de ses écrits[Lesquels ?], Pline l'Ancien décrivait, tout à l'ouest du monde, une île où vivraient des hommes-chiens ; les explorateurs non pas européens mais nord-africains envoyés par le roi berbère Juba II de Maurétanie, en découvrant les chiens de garenne de l'île, ont ainsi pu croire qu'il s'agissait de la même île, décrite aussi par Hérodote. Juba II était un mécène réputé des arts et des sciences et a parrainé plusieurs expéditions et recherches biologiques. Il a envoyé une expédition aux îles Canaries et à Madère. Il aurait donc nommé les îles Canaries pour les chiens particulièrement féroces (canarius — de canis — signifiant « les chiens » en latin) que l'expédition y trouva[réf. souhaitée] ;
- du latin Canariae Insulae (« îles aux chiens »[7]), toponyme appliqué initialement à la seule Grande Canarie (Canaria Insula). Ce nom proviendrait des grands chiens de garenne (canes) que les premiers explorateurs européens découvrent sur l'île[8], à moins que ce ne soit à cause des phoques, également désignés sous le nom de « chiens de mer »[réf. souhaitée] ;

- de Tiknariyinn, nom désignant ces îles dans la tradition orale en pays berbère. Pour les Berbères marocains de la ville d'Agadir, le nom de l'archipel est Tiknariyin, aujourd'hui rapproché du nom de la figue de Barbarie qui se dit Taknarit en dialecte tachelhit de l'amazigh. Cette cactée originaire du Mexique pousse en abondance dans les îles et sur la côte marocaine

### Nom en espagnol
Le nom de l'archipel en espagnol est « Canarias ». La dénomination « Islas Canarias », traduite « Îles Canaries », est utilisée surtout à des fins commerciales. De ce fait, le nom officiel est « Comunidad Autónoma de Canarias », traduit littéralement « Communauté de la Canaries », parce que le nom des Canaries en espagnol est féminin singulier (féminin pluriel en français). Le statut d'autonomie des Canaries n'indique pas « Islas Canarias » (Îles Canaries), mais « Archipiélago de Canarias » (Archipel de la Canaries). Le nom en espagnol est en singulier parce que les Canaries ne sont pas considérées comme des îles différentes mais comme un seul archipel ; la dénomination en pluriel (utilisée en français et, aussi, en certaines variantes de l'espagnol parlées au-delà de l'archipel) est toujours un exonyme.[réf. souhaitée]

## Géographie
Les îles Canaries forment un archipel situé dans l'océan Atlantique, au large du Sahara occidental et du Maroc. Avec les îles du Cap-Vert ainsi que Madère et les Açores appartenant au Portugal, elles forment la Macaronésie.
L'île de Fuerteventura est éloignée de 97 kilomètres au nord-ouest du littoral de la région de Laâyoune-Sakia El Hamra, dans le Nord du Sahara occidental.
L'île de Lanzarote se trouve à 128 km au nord-nord-ouest du cap Juby, lui-même situé dans le Sud marocain. Elle est aussi distante de 958 kilomètres de la pointe de Sagres, dans le Sud du Portugal. Ce cap est le point d'Europe continentale le plus proche des îles Canaries.
La Grande Canarie se situe quant à elle à 197 km au nord-ouest du cap El Cabiño (province de Boujdour).
En raison de sa situation géographique, l'archipel des Canaries constitue la région la plus méridionale et la plus occidentale de l'Espagne.
Les antipodes des îles Canaries se trouvent dans l'océan Pacifique, entre la Nouvelle-Calédonie, l'Australie et la Nouvelle-Zélande.

### L'archipel
L'archipel est composé de sept îles principales d'origine volcanique classées ici par ordre de taille : 
- Tenerife (2 034,38 km2) : la plus grande, la plus peuplée et la plus élevée avec le volcan Teide (3 715 m), point culminant de l'archipel, de l'Espagne et de toutes les îles de l'océan Atlantique ;
- Fuerteventura (1 660 km2) : assez plate, très aride et la plus proche du continent ;
- La Grande Canarie (1 560 km2) : au relief escarpé, elle est dominée à l'intérieur de l'île par le pic de las Nieves ;
- Lanzarote (845,94 km2) : au relief fortement marqué par un volcanisme récent et encore actif, célèbre pour son paysage unique, avec des collines et des montagnes couvertes de lave, ainsi que pour ses plages de sable noir et ses eaux cristallines ;
- La Palma (709,28 km2) : où s'est produite la dernière éruption volcanique de l'archipel ; célèbre pour ses caldeiras, elle est la plus humide et la plus boisée de l'archipel, mais aussi la plus éloignée du continent africain ;
- La Gomera (369,76 km2) : un lieu de randonnée populaire avec ses vallées encaissées. Une île privilégiée par les vacanciers qui cherchent à échapper aux foules des îles plus grandes et plus fréquentées de l'archipel ;
- El Hierro (268,71 km2) : au paysage contrasté, avec des côtes parfois abruptes, elle est la plus occidentale de l'archipel et elle marqua longtemps la limite de l'Ancien Monde.

Autour de ses îles principales se répartissent des îles secondaires dont Alegranza, La Graciosa, Montaña Clara, Roque del Este et Roque del Oeste — qui forment l'archipel de Chinijo situé non loin de Lanzarote —, Los Lobos situé entre Lanzarote et Fuerteventura ainsi que plusieurs rochers et îlots, notamment sur les côtes du massif d'Anaga et face à la ville de Garachico à Tenerife.

### Volcanisme
L'activité volcanique est toujours d'actualité aux Canaries : en octobre 1971 s'est produite l'éruption du volcan Teneguia, dans le Sud de l'île de La Palma. L'île El Hierro a été marquée d'octobre 2011 à mars 2012 par une éruption sous-marine. Cette dernière a été précédée d'une activité sismique dont la magnitude s'est élevée à 4,3. 
L'éruption la plus récente de l'archipel a eu lieu sur l'île de La Palma, en 2021. Après une accalmie de 50 ans, le volcan Tajogaite, à Cumbre Vieja, entre en éruption le 19 septembre 2021 : l'éruption durera près de trois mois.

### Hydrographie
Du fait des alizés et du relief, certaines îles, dont celle de Tenerife, ont un climat très humide du côté des alizés, mais aride de l'autre côté. Cette situation entraîne une disparité hydrologique entre les deux côtés de l'île, ce qui a conduit les habitants du côté aride à créer des captages en creusant des tunnels dans la montagne et en installant des canalisations de ces captages jusqu'aux lieux d'utilisation.

Carte des îles Canaries.

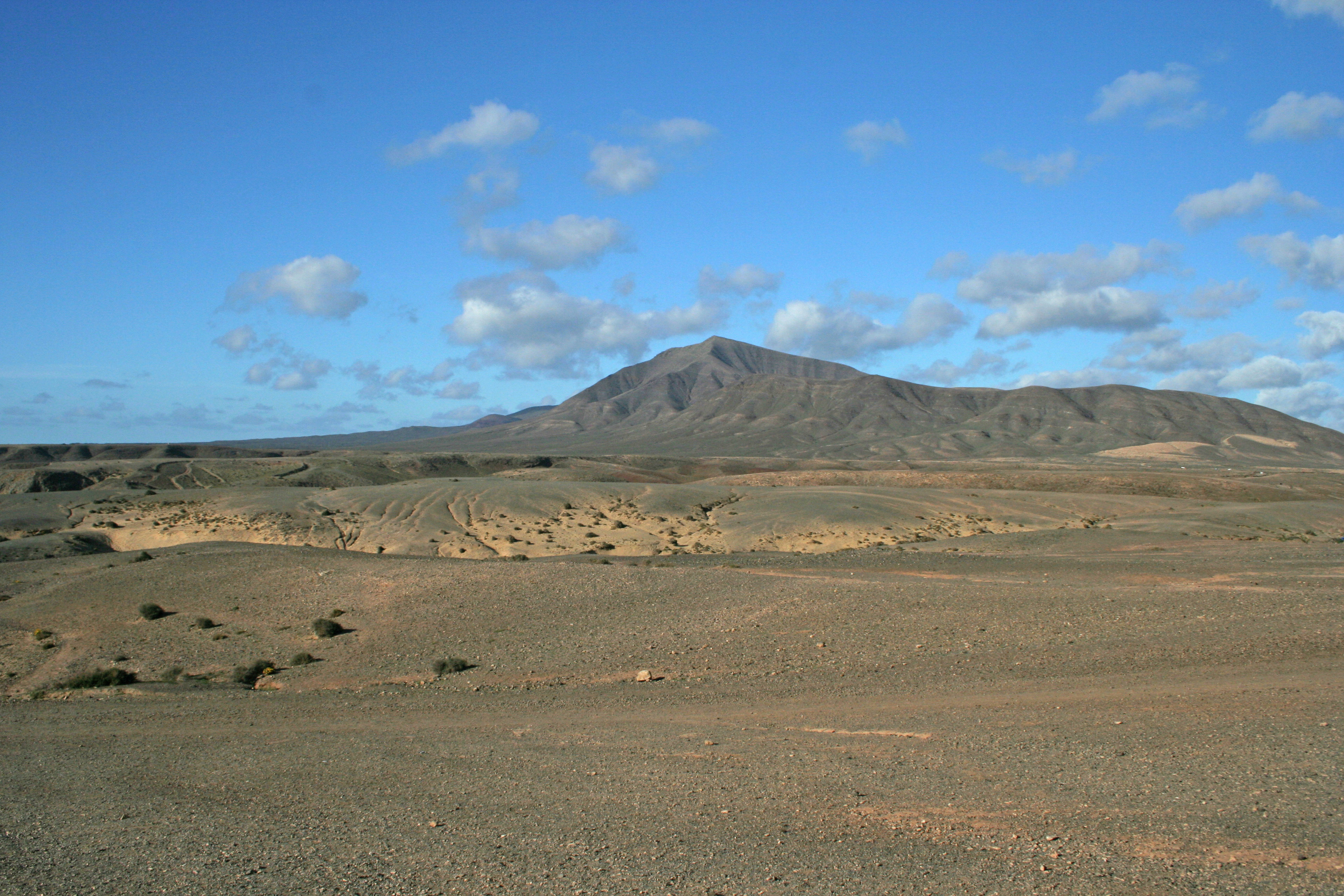
Paysage volcanique de Lanzarote.
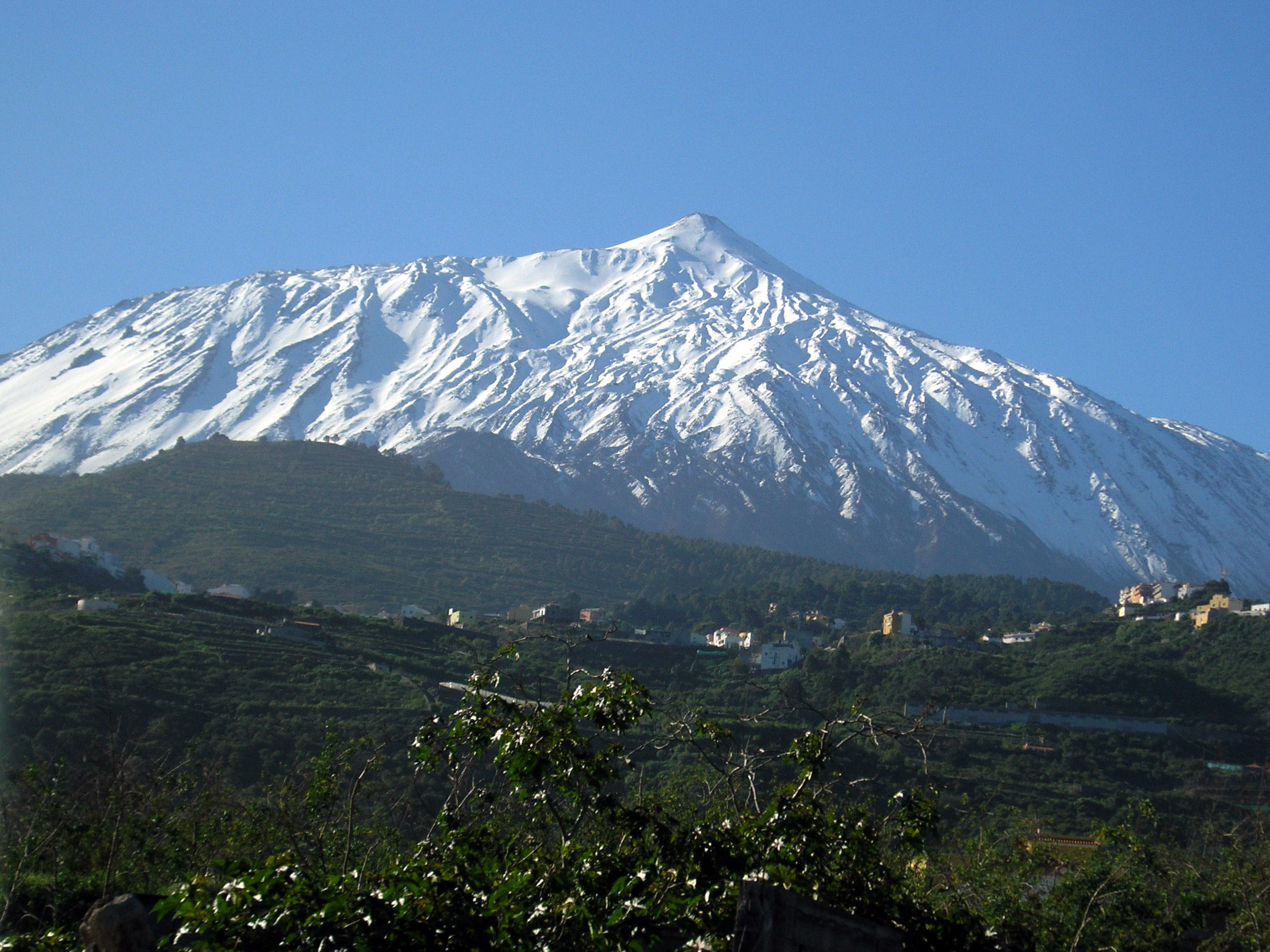
Vue du Teide enneigé.

Vue du Teide et des Roques de García sur Tenerife.

## Climat
Le climat aux Canaries est océanique subtropical, avec des températures atténuées toute l'année par la mer et en été par les alizés. On retrouve des variations très importantes dans le régime pluviométrique. Dans certaines zones de l’île de La Palma, par exemple, les précipitations annuelles dépassent 1 200 mm. Sur les îles orientales, les précipitations sont plus rares que sur celles occidentales. Ainsi, Fuerteventura et Lanzarote se caractérisent par un climat semi-désertique aride. Le manque de pluie a conduit à l'installation d'usines de dessalement pour approvisionner les zones urbaines, comme à Las Palmas de Gran Canaria ou à Santa Cruz de Tenerife. En effet, la première usine de dessalement d'Espagne a été installée sur l'île de Lanzarote en 1964, et actuellement cette île et Fuerteventura sont entièrement approvisionnées en eau de mer dessalée. La porosité du terrain, compte tenu de sa nature volcanique, rend difficile l'utilisation de l'eau de pluie dans les barrages et les réservoirs, même si ceux-ci revêtent une certaine importance à Gran Canaria et à La Gomera. 
Dans les îles occidentales, les aquifères souterrains sont exploités à travers des galeries, à l'exception de l'île d'El Hierro, où les puits et les citernes sont plus importants. La présence de montagnes près de la côte dans certaines zones des îles provoque la condensation des masses d'air, donnant naissance au phénomène connu sous le nom de mer de nuages, ce qui profite à la végétation de la zone grâce à l'humidité obtenue. Cependant, en raison des microclimats existants sur la même île, on peut trouver des zones où apparaissent des forêts humides et d'autres zones où l'aridité est la principale caractéristique.
Les vents ont tendance à souffler plus fréquemment du nord-est. Bien qu'ils ne laissent généralement pas de précipitations, ils rapportent de l'humidité aux zones faisant face à cet endroit, formant la mer de nuages dans les zones moyennes et élevées. Les vents d'est (sirocco) sont généralement accompagnés de brume, c'est-à-dire de poussières en suspension du désert du Sahara, atteignant parfois une grande densité.
Peu de cours d'eau irriguent les îles, bien que les ravins soient nombreux et que les eaux coulent rapidement depuis les hauteurs vers les côtes. Malgré cela, il existe des courants d'eau continus à La Palma, La Gomera, Tenerife et Gran Canaria.
En octobre 2023, les îles Canaries font face à un épisode de forte canicule couplé à de forts vents chauds chargés de poussière de sable en provenance du Sahara. Les autorités des Canaries ordonnent, le 10 octobre, la fermeture des écoles pour une semaine en raison de la vague de chaleur, présentant 35 °C quotidiens. Cette canicule s'additionne à une reprise de l'important incendie qui s’est déclaré à Tenerife à l'été 2023 ; l'alerte aux feux de forêts est établie à son maximum. Plus de 15 000 hectares ont été ravagés par cet incendie.

## Histoire

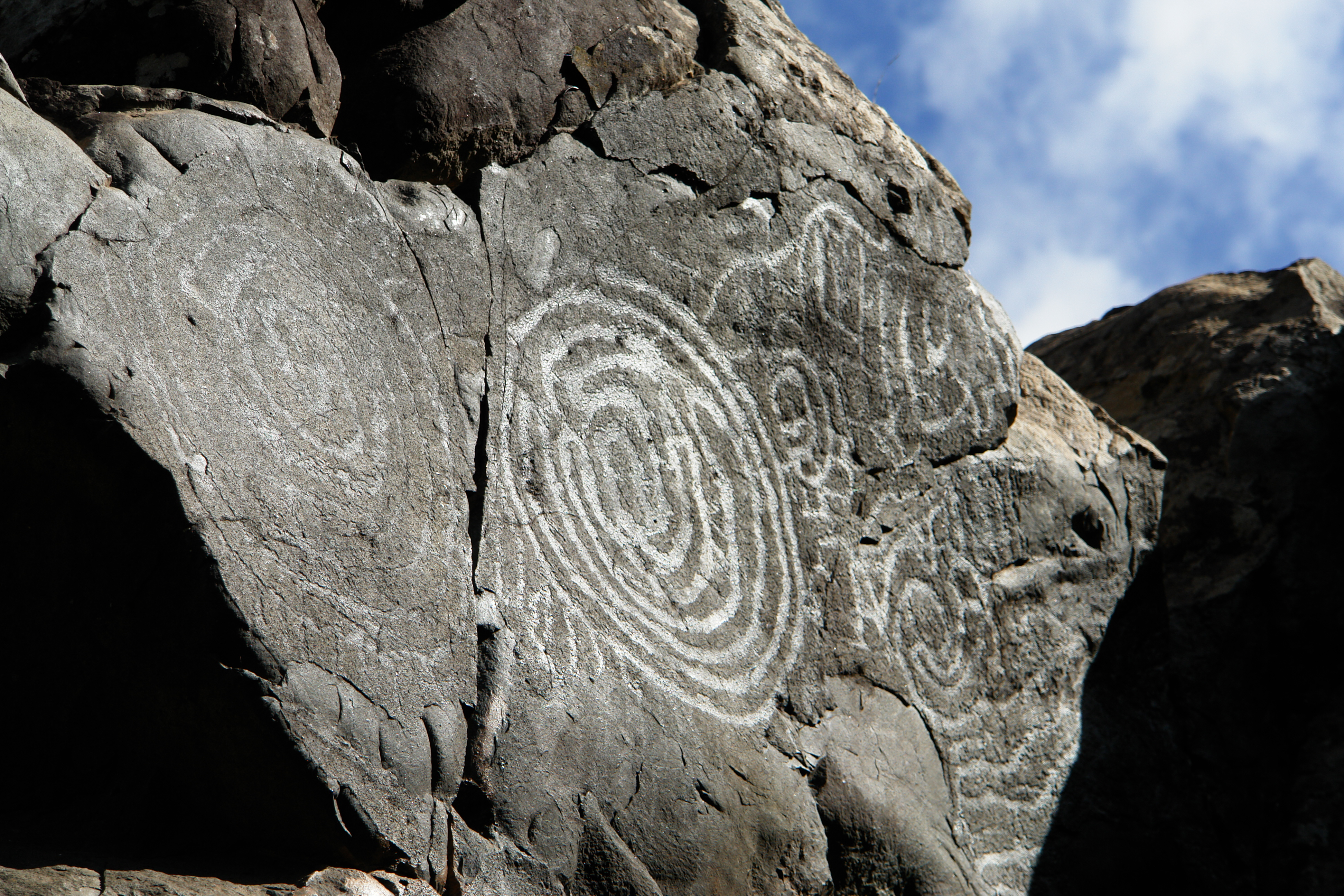
Pétroglyphe, La Palma.

### Les Canaries dans l'Antiquité

#### Les îles Canaries avant le début du peuplement guanche
Avant l'arrivée des Guanches, les Îles Canaries sont habitées par des animaux endémiques aujourd'hui disparus, tels que les lézards géants (Gallotia goliath), les rats géants (Canariomys bravoi et Canariomys tamarani) et les tortues géantes (Geochelone burchardi et Geochelone vulcanica).

#### Connaissance des îles Canaries par les Anciens
Les sources gréco-romaines situent les limites du monde connu (l'« écoumène ») à l'ouest de la Méditerranée, au-delà des colonnes d'Hercule, dans des îles de la mer des Ténèbres, où les auteurs antiques situent parfois les champs Élysées, le jardin des Hespérides ainsi que l'Atlantide (Platon).
Les îles Canaries sont alors connues de façon très lointaine sous le nom d'« îles Fortunées » ou « îles des Bienheureux ».
Les îles Canaries sont connues de façon vague par les Phéniciens et les Carthaginois, puis par les Romains, ainsi que par le roi de Maurétanie Juba II (roi de 25 av. J.-C. à 23 apr. J.-C.)[réf. nécessaire].

#### Le peuplement guanche (premiers siècles de notre ère)
Les datations au carbone 14 laissent penser que les Canaries ont été peuplées pour la première fois entre le deuxième et le cinquième siècle de notre ère.
Le peuplement des îles a pu s'effectuer en plusieurs vagues,, par des populations de culture punico-berbère. Les données génétiques indiquent en effet une origine principalement nord-africaine de la population indigène des Canaries. La taille de la population ayant peuplé les îles à cette époque semble avoir été relativement petite.
Les données paléogénétiques révèlent une différence dans les populations entre les îles occidentales et orientales, différence qui semble exister dès le début de la période de colonisation indigène : les îles les plus proches du continent ont une plus grande affinité avec les populations préhistoriques d'Europe, les îles occidentales avec les populations préhistoriques d'Afrique du Nord.
Les peuples indigènes des Canaries ont aussi une composante steppique, très probablement associée à la migration de populations nord-méditerranéennes vers l'Afrique du Nord au cours de l'âge du bronze ou du fer.[réf. nécessaire]
L’ascendance de ces populations montre enfin une composante d’Afrique subsaharienne, ce qui implique l’existence de migrations transsahariennes vers l'Afrique du Nord avant notre ère. Les preuves archéologiques indiquent en effet que les liaisons ultérieures entre les îles et la côte africaine étaient très limitées et que les îles sont restées pratiquement isolées jusqu'au contact avec les Européens au XIVe siècle.

### Les Canaries au Moyen Âge (476-1492)

#### L'isolement jusqu'auXIVesiècle
De la chute de l'Empire romain d'Occident (476) à la redécouverte par les Européens au XIVe siècle, la période semble un millénaire d'isolement insulaire : abandon des techniques de navigation et de la construction navale, absence de contact entre les îles, régression technique (habitat, artisanat, outillage), élevage de petits animaux (chèvres surtout), culture de l'orge, chasse, piégeage, pêche, développement ou non-développement séparé de chaque île (identité et différenciation), absence millénaire de tout témoignage textuel.
Sur cet archipel d'isolats culturels, vit un groupe ethnique indigène, les Guanches, d'origine berbère, qui n'ont adopté ni les religions à mystères, ni, de fait, le christianisme ou, plus tard, l'islam.
Le guanche, aussi appelé berbère canarien, amazigh canarien ou tamazight insulaire, langue préhispanique canarienne, langue des anciens canariens, est la langue, aujourd'hui éteinte, parlée par les Guanches aux îles Canaries. Il appartient au groupe berbère de la famille des langues chamito-sémitiques. Le guanche disparaît progressivement au 18e siècle, bien que de petites communautés continuent à l'employer jusqu'au 19e siècle. Des toponymes guanches sont encore conservés de nos jours, surtout les noms de communes et de lieux-dits, mais aussi en élevage, flore, ethnonymie… La langue de chaque île étant très similaire, des indigènes de certaines îles sont utilisés comme interprètes lors de la conquête des suivantes.

#### La redécouverte européenne (1300-1400)
Un marin génois, Lancelot Maloisel (Lancelotto Malocello), découvre en 1312 les îles Canaries, et donne son nom à l'île de Lanzarote. En 1335, débarquent à Lisbonne deux bateaux contenant quatre prisonniers guanches. En 1339, les deux îles les plus occidentales apparaissent sur le Planisphère de Dulcert.
Des bateaux, affrétés par le roi du Portugal avec un équipage florentin, génois et espagnol, auraient atteint les îles en juillet de l'année 1341 sous le commandement du Florentin Angiolino del Teggihia de Corbizzi, avec comme pilote le Génois Niccoloso da Recco. Ils y auraient séjourné cinq mois, et, à leur retour à Lisbonne, rapporté tant de choses intéressantes que Boccace en personne rédige un portrait des Guanches en se fondant sur les données rapportées par Recco. Selon Boccace, les îles Canaries « sont des terres rocailleuses sans aucun type de cultures agricoles, mais riches en chèvres et autres animaux et remplies d'hommes et de femmes dénudés s'apparentant à des sauvages. Certains de ces hommes semblent avoir du pouvoir sur les autres et s'habillent de peaux de chèvres teintes à l'aide de safran et de colorants rouges. Ces peaux ont l'air fines et sont cousues avec soin grâce à des fils faits en tripes d'animaux. […] Leur langage est très doux, et leur façon de parler très vive et rapide rappelle l'italien ». Boccace pose le problème qui intrigue toujours ceux qui étudient les Guanches : comment est-il possible que dans les îles Canaries coexistent, aux côtés de troglodytes, des gens qui ont des maisons avec potagers remplis de légumes ? Ces Guanches « plus civilisés » des îles orientales vivaient aussi presque dénudés. En revanche, ils cultivaient le blé et vivaient dans des villes. Ils avaient des rois, des prêtres et une noblesse, ils adoraient une divinité féminine et embaumaient leurs morts.

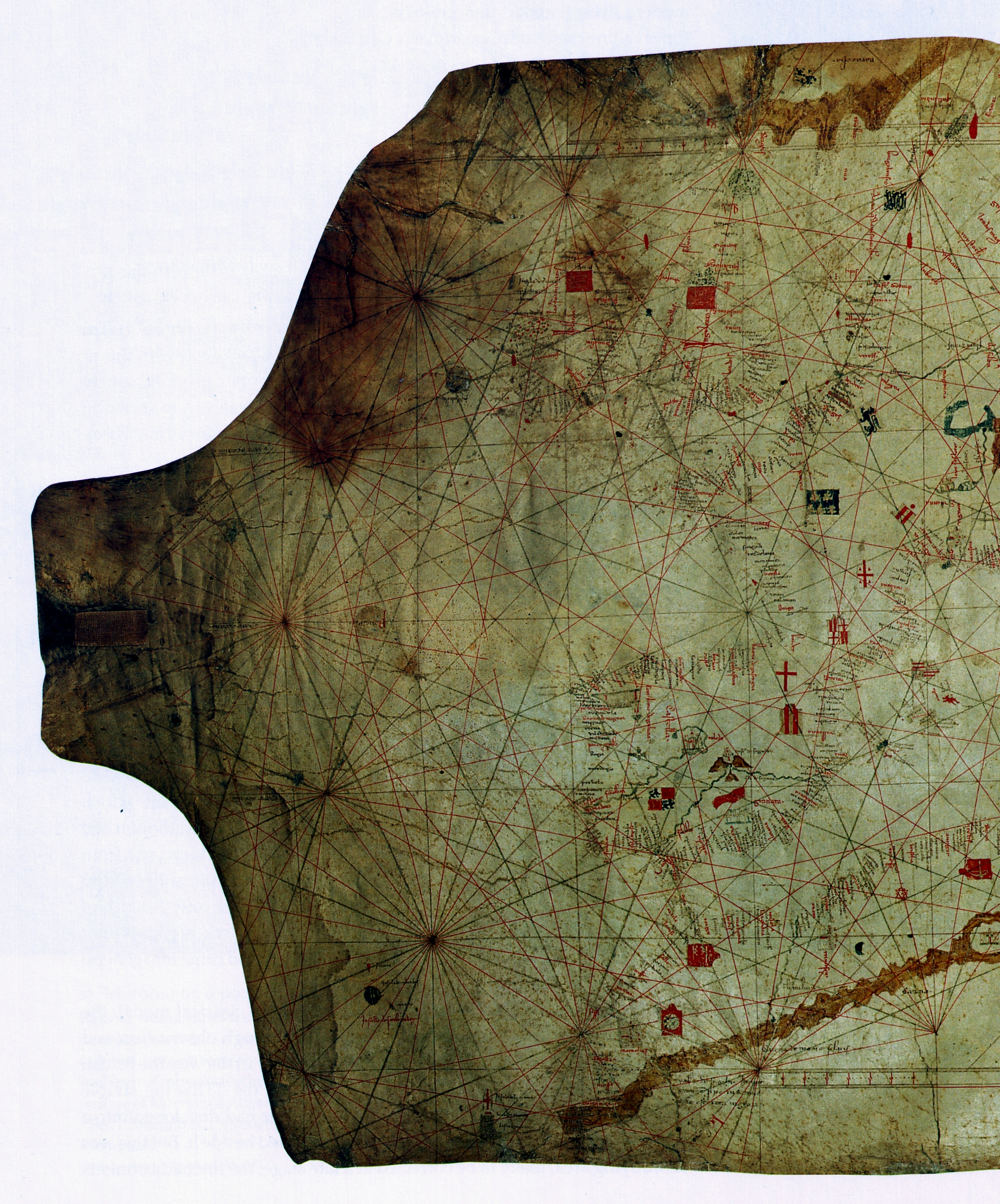
le Planisphère de Dulcert (1339), partie occidentale
Atlas catalan (1375)
Positions respectives de la péninsule ibérique et des îles Canaries

#### Les Canaries de Jean de Béthencourt (jusqu'en 1478)
Les années suivantes, les îles sont un lieu de prédilection pour les chasseurs d'esclaves de tous horizons, qui les capturent afin de les revendre aux seigneurs d'Afrique du Nord ou sur les marchés d'esclaves des diverses républiques maritimes européennes. Ceci jusqu'en 1402 et l'arrivée du navigateur dieppois Jean de Béthencourt (1362-1425),, accompagné d'émigrants français. Le récit en est consigné dans Le Canarien. Béthencourt, avec pour objectif annoncé la christianisation des îles, parvient à s'établir à Lanzarote, puis à Fuerteventura et à El Hierro. Il est reconnu « roi des Canaries » par Henri III de Castille, sans jamais aborder les autres îles, beaucoup plus peuplées et dont les habitants seraient de farouches guerriers (au moins pour se défendre des incursions d'esclavagistes). Jean de Béthencourt est un baron normand né en 1362 en pays de Caux, à Grainville-la-Teinturière. Les tisserands de Grainville-la-Teinturière tiennent leur fortune d'un colorant issu d'un lichen (l'orseille Roccella tinctoria). Ce lichen est très présent sur les îles Canaries où il est utilisé depuis les temps les plus reculés pour teindre la laine d'une couleur pourpre. Jean de Béthencourt a donc également des visées économiques et même lucratives, lors de la conquête des îles Canaries.
Gadifer de La Salle (1340-1415) est un compagnon de Jean de Béthencourt lors de sa première expédition de 1402. Ils avaient ensemble participé en 1390 à une expédition franco-génoise, dirigée par Louis II de Bourbon, contre la piraterie des barbaresques (qui attaquaient les navires des chrétiens), en faisant notamment le siège de Mahdia (Tunisie). Cette fois, leurs troupes conquièrent Lanzarote, Fuerteventura et El Hierro. Un important contingent d'origine berbère est amené sur l'île de Lanzarote pour la repeupler.
La bulle pontificale Sicut dudum (1435) du pape Eugène IV condamne l'esclavage pratiqué sur les indigènes des îles Canaries, les Guanches, baptisés ou non, sous peine d'excommunication. Ce premier jalon doctrinal contre l'esclavage semble avoir eu fort peu de conséquences aux Canaries. En 1441, le franciscain espagnol Didakus Diego d'Alcalá (Didakus, 1400-1463), missionnaire à Fuerteventura, (ré)organise l'évangélisation des Guanches.
Pendant des dizaines d'années, Portugais et Espagnols se disputent la possession des terres. L'archipel, étape importante sur les routes maritimes conduisant vers l'Afrique australe et l'Asie, puis plus tard l'Amérique, est finalement attribué à l'Espagne en 1479 par le traité d'Alcáçovas. Les Portugais bénéficient en compensation de l'île de Madère, située non loin au nord des Canaries.

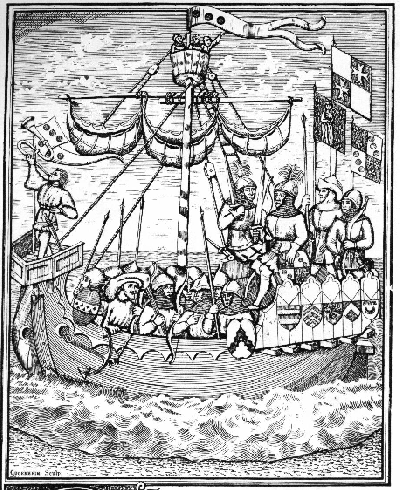
Béthencourt et Gadifer en 1402.
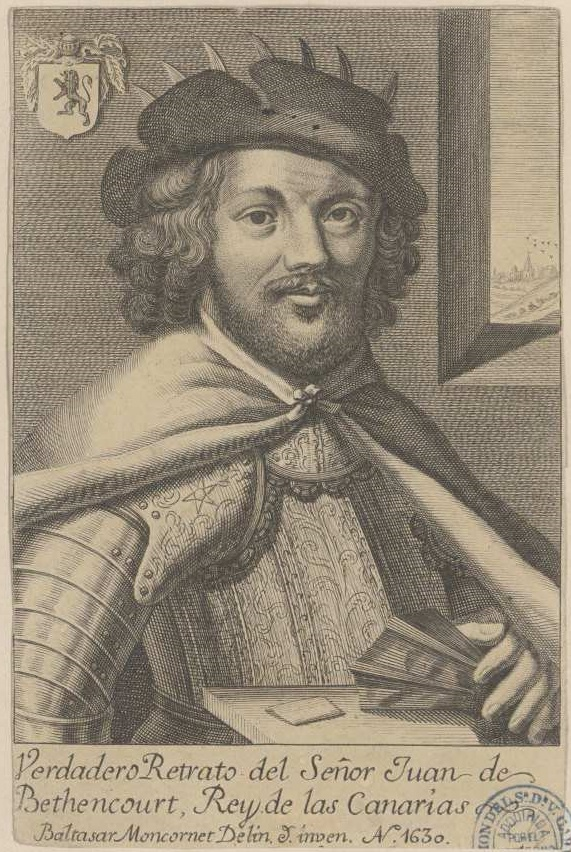
Jean IV de Béthencourt.
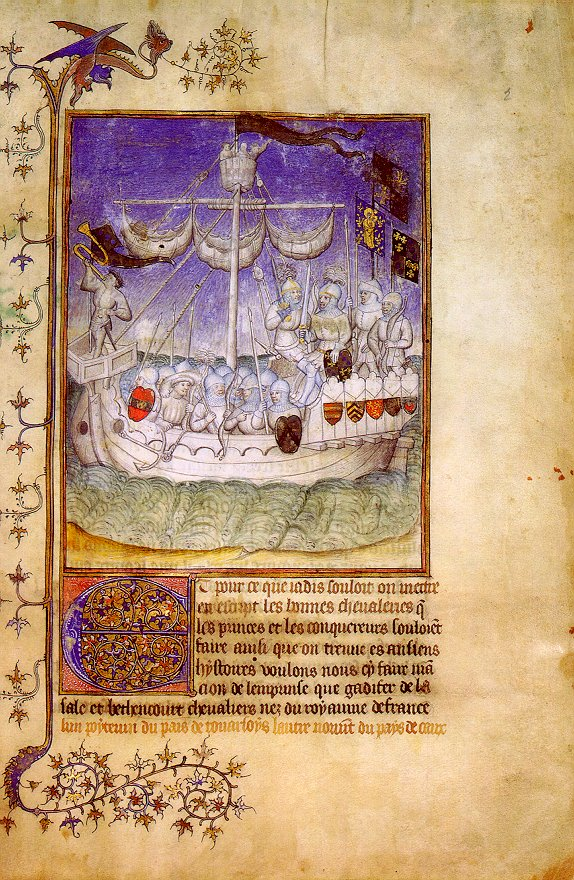
Le Canarien.
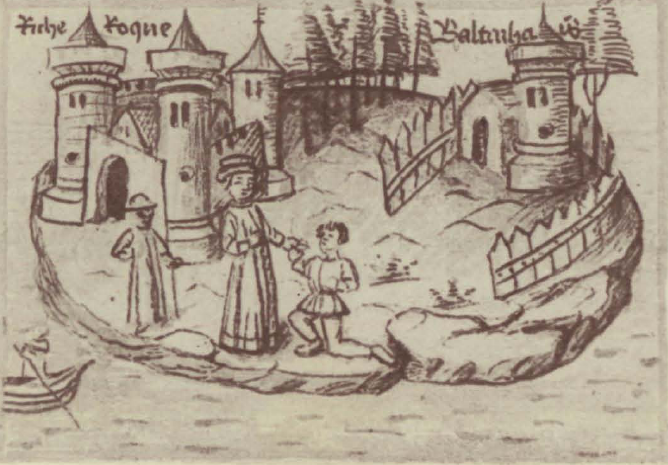
Béthencourt se déclarant vassal (dessin, 1491).

#### La conquête espagnole (1478-1496)
La conquête des îles Canaries dure presque un siècle. En 1478-1483, les Guanches de Grande Canarie sont vaincus et soumis. Ceux de La Palma le sont en 1492-1493. Tenerife est la dernière des îles conquises par les Espagnols du fait de la résistance acharnée de ses habitants. Le premier débarquement par les rois catholiques a eu lieu en 1464 à l'endroit où se situe actuellement la capitale, Santa Cruz de Tenerife. Les envahisseurs ne rencontrent pas de résistance à cette occasion.
Cependant, quand ils essayent d'avancer vers le nord de l'île, sous le commandement de l'Adelantado (gouverneur militaire) Fernández de Lugo, qui a déjà participé à la conquête des autres îles, ils se heurtent aux guerriers guanches du mencey (chef ou roi d'une circonscription territoriale appelée « menceyato ») Bencomo qui massacrent la majorité des envahisseurs.
Les actions décisives se déroulent en 1494 : Première bataille d'Acentejo (en) (mai 1494), Bataille d'Aguere (en) (novembre 1494), Seconde bataille d'Acentejo (en) (décembre 1494).
Le lieu où se produit la bataille est connu sous le nom de La Matanza de Acentejo (Le massacre de Acentejo, 1494). Peu après, Lugo revient prendre sa revanche accompagné d'un nouveau contingent militaire et ils tuent Bencomo sur la côte de San Roque, dans le nord de l'île. Quelques mois plus tard, les Espagnols lancent une troisième offensive qui se solde par leur victoire, le 25 décembre 1495, dans un endroit situé à environ 6 km du lieu de leur défaite, qui porte depuis le nom de La Victoria de Acentejo (La victoire de Acentejo). Ayant perdu tout espoir, Bentor, fils et successeur de Bencomo, se jette dans le vide, du haut du précipice de Tigaiga. Cette pratique des Guanches de se jeter dans le vide quand tout espoir est perdu s'appelle le « despeñamiento ».
Même si les conquistadors se sont déjà emparés de presque tout le territoire de Tenerife, il reste encore quelques noyaux de résistance dans les montagnes, ce qui entraîne deux ans de lutte supplémentaire jusqu'à ce que, finalement après la reddition des derniers menceyes, Lugo soit nommé gouverneur de Tenerife et La Palma le 5 novembre 1496.
Massacrés, emmenés en esclavage ou assimilés par les colons, les différents peuples Guanches disparaissent en tant que tels, et adoptent la langue et la culture espagnole. Cependant, de très nombreux toponymes et oronymes, de mots du langage courant, et même de coutumes et de sports (lutte guanche, par exemple), proviennent directement de la langue ou de la culture guanche.
Christophe Colomb fait escale et séjourne aux Canaries pendant son voyage de découverte de l'Amérique et l'on montre, à Las Palmas, la Casa de Colón où il aurait logé en 1492.

Découpage territorial guanche
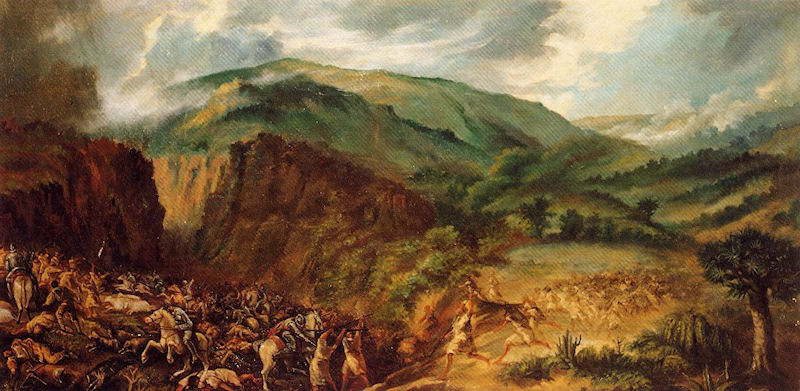
Première bataille d'Acentejo (1494) (en)
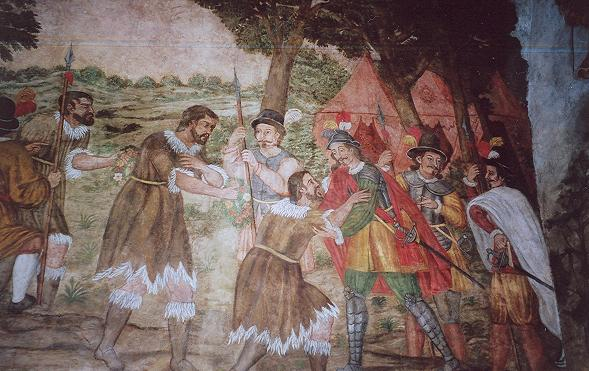
Alonso Fernández de Lugo recevant la reddition des rois guanches, fresque, 1764
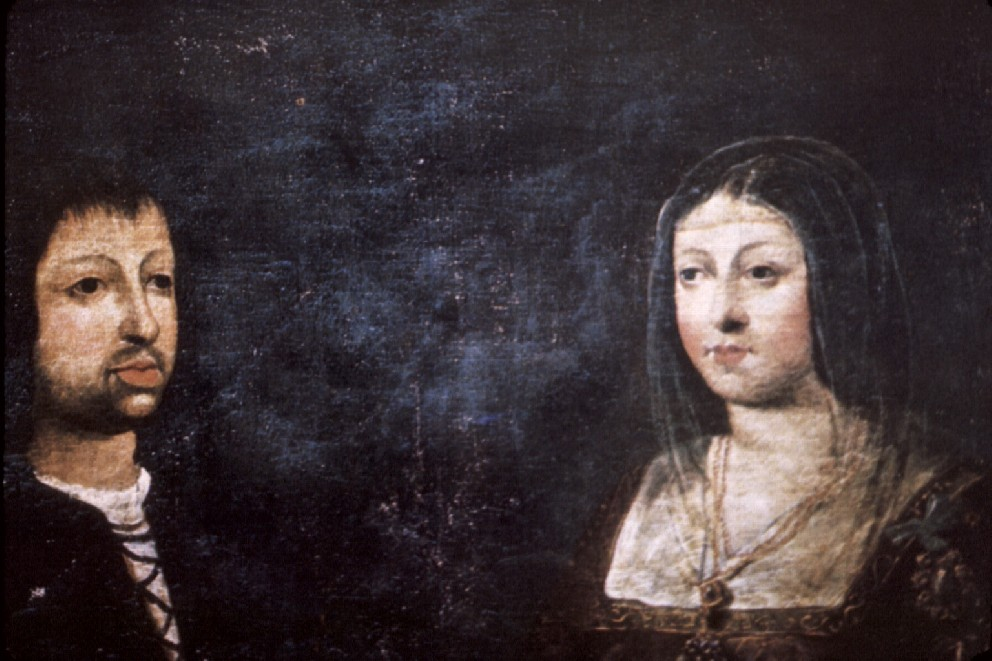
Ferdinand et Isabelle, Rois catholiques d'Espagne

En 1481, la bulle pontificale Æterni regis, de Sixte IV, place toutes les terres au sud des Canaries sous souveraineté portugaise (dans les deux cas, à condition de les évangéliser). Seul l'archipel des Canaries, ainsi que les villes de Sidi Ifni (1476–1524) (connue à l'époque sous le nom de Santa Cruz de Mar Pequeña), Melilla (capturée par Pedro de Estopiñán en 1497), Villa Cisneros (fondée en 1502 dans l'actuel Sahara occidental), Mazalquivir (Mers el-Kébir, 1505), Peñón de Vélez de la Gomera (1508), Oran (1509–1790), Peñón d'Alger (1510–29), Béjaïa (1510–54), Tripoli (1511–51), Tunis (1535–69) et Ceuta (cédée par le Portugal en 1668) restent territoires espagnols en Afrique.

### Période espagnole (depuis 1496)

#### Territoire au statut de colonie (jusqu'en 1821)
De 1500 à 1550, la population globale dans l'archipel n'excède pas 50 000 habitants.
Les îles à port ou à mouillage servent d'escale pour la navigation en direction de l'Inde et de la Chine, et très rapidement vers le Nouveau Continent, l'Amérique.
L'agriculture demeure cependant le moteur économique des îles Canaries pendant trois siècles. La culture ordinaire sert à nourrir la population et à ravitailler les convois maritimes. La canne à sucre et le vin sont destinés à l'exportation, et au ravitaillement des postes militaires des possessions espagnoles en Afrique.
L'archipel des Canaries, avec quelques grands ports maritimes, est un très important carrefour de grandes routes commerciales, dont le commerce triangulaire, pour les voiliers entre l'Europe et l'Amérique pendant environ 300 ans. Une administration est chargée de collecter une taxe de 20 % sur les cargaisons, mais aussi d'interdire l'émigration, pour éviter la dépopulation (européenne). Tout cela rend l'archipel attractif pour les pirates.
L'économie sucrière exige une main d'œuvre importante. Les Guanches survivants se révélant insuffisants, on fait appel à des esclaves africains.
Quand la canne à sucre s'impose en Amérique latine et que son sucre s'exporte en Europe, l'agriculture canarienne s'oriente vers la viticulture.
La noblesse et le clergé sont les deux groupes sociaux bénéficiaires. Le "tiers-état" réunit une classe moyenne, relativement à l'aise, et des agriculteurs et des artisans, trop souvent à la peine (intempéries, famines, épidémies). Esclaves et serfs vivent en permanence une sujétion désastreuse.
La viticulture, victime de maladies, est remplacée par la culture de la pomme de terre, de la tomate, du tabac, et du maïs.
En 1790, le système de taxation à 20 % est abandonné, ou plutôt révisé.
Vers 1800, la population atteint 200 000 personnes dans l'archipel.

#### Territoire au statut de province (1821)
Le 19e siècle développe une forme de libéralisme économique puis politique.	
En 1821, les Canaries deviennent province espagnole.
La loi de 1852 définit l'archipel comme zone de libre-échange et de ports francs.
En 1880, la crise de la cochenille entraîne une émigration massive.
Et cependant la population de l'archipel croît de 194 516 habitants en 1802 à 364 408 en 1900.
Les deux guerres mondiales et la période franquiste marquent durablement la société de l'archipel.

#### Territoire au statut de communauté autonome (1982)
L'archipel connaît dans les années 1970 une période de nationalisme canarien visant à une autonomie ou à une indépendance.
Le 16 août 1982, les îles Canaries sont constituées comme l'une des dix-sept communautés autonomes d'Espagne (comunidades autónomas, CC.AA), avec Santa Cruz de Tenerife et Las Palmas de Gran Canaria comme capitales communes. Le siège du Premier ministre (Presidente del Gobierno) change à chaque législature. Le Parlement des Canaries a pour siège permanent à Santa Cruz de Tenerife. Pour la première fois dans l'histoire des îles, le 30 mai 1983, désormais jour férié aux Canaries, les Canariens sont libres de choisir leur propre institution politique.
Après des débats intenses et des blocus partisans[réf. nécessaire], un nouveau statut d'autonomie est établi en 2018.

#### Une région de l'Union européenne (depuis 1992)
Lorsque l'Espagne rejoint l'Union européenne (UE) en 1986, les Canariens s'y refusent par crainte du marasme économique. Ils finissent par accepter de devenir membres à part entière en 1991 et rejoignent l'UE en 1992.
Depuis lors, le droit communautaire est en vigueur sur les îles, avec des réglementations spéciales dans certaines zones qui tiennent compte de la grande distance par rapport au reste du territoire de l'UE et visent à compenser les inconvénients de la situation insulaire.
L'archipel fait partie de l'espace douanier européen, mais bénéficie de conditions particulières dans certaines zones et de plusieurs programmes d'aides en tant que région ultrapériphérique de l'UE.
Les îles Canaries ont vers 2010 une population d'environ 2 000 000 habitants.

## Patrimoine naturel
Les symboles naturels des îles Canaries sont : Serinus canaria (Canari) et Phoenix canariensis (Palmier des Canaries).

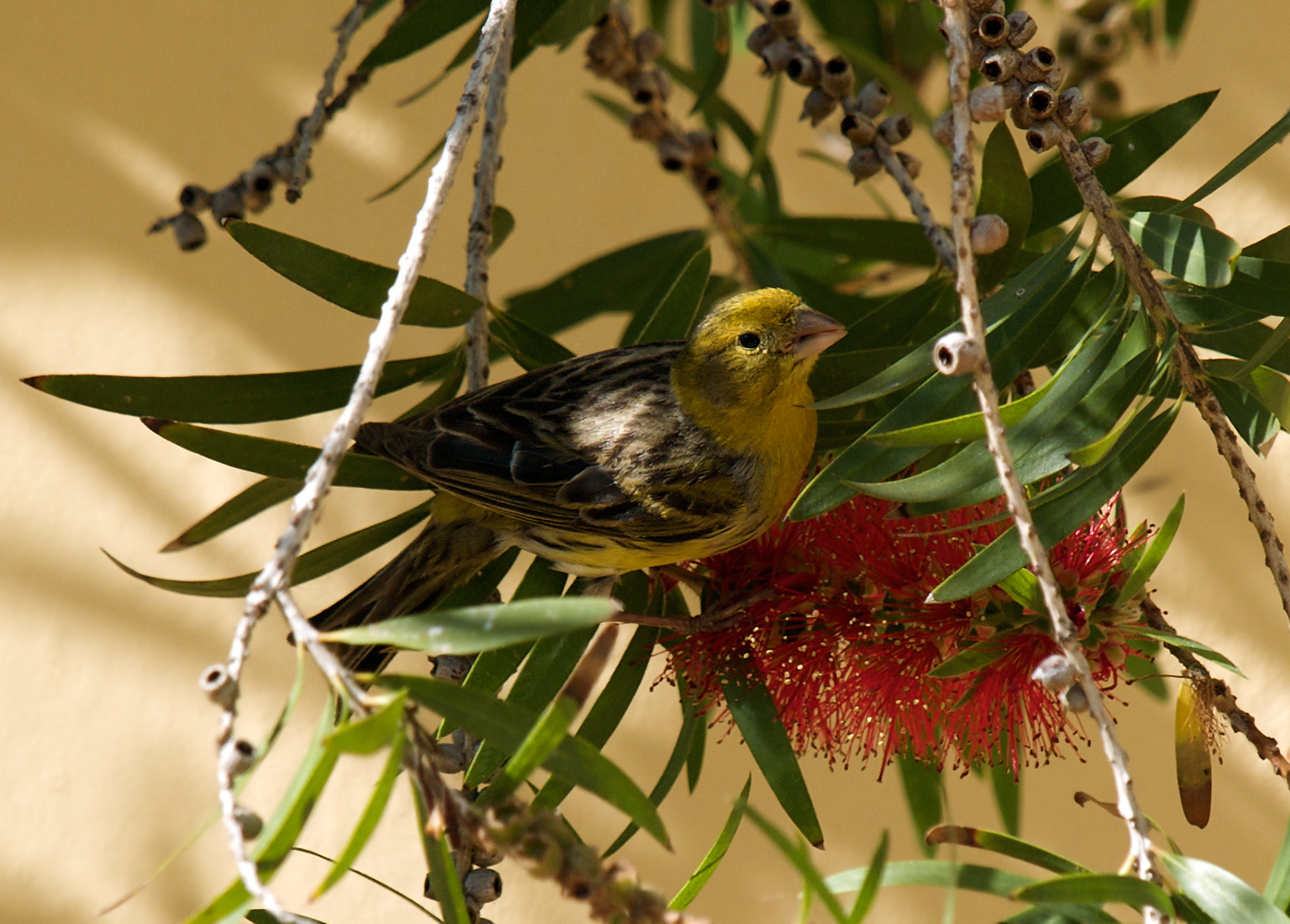
Serinus canaria.
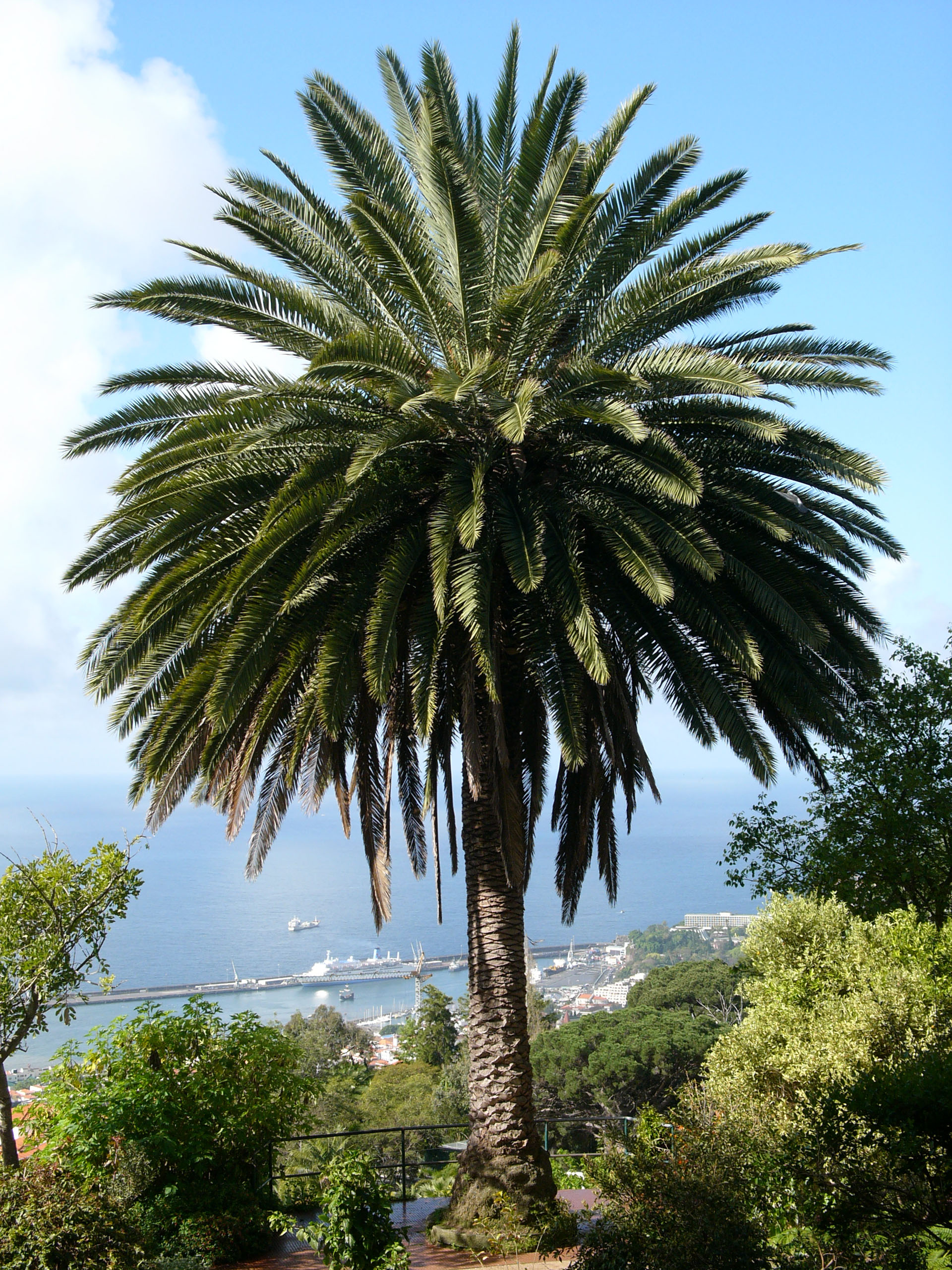
Phoenix canariensis.

### Faune

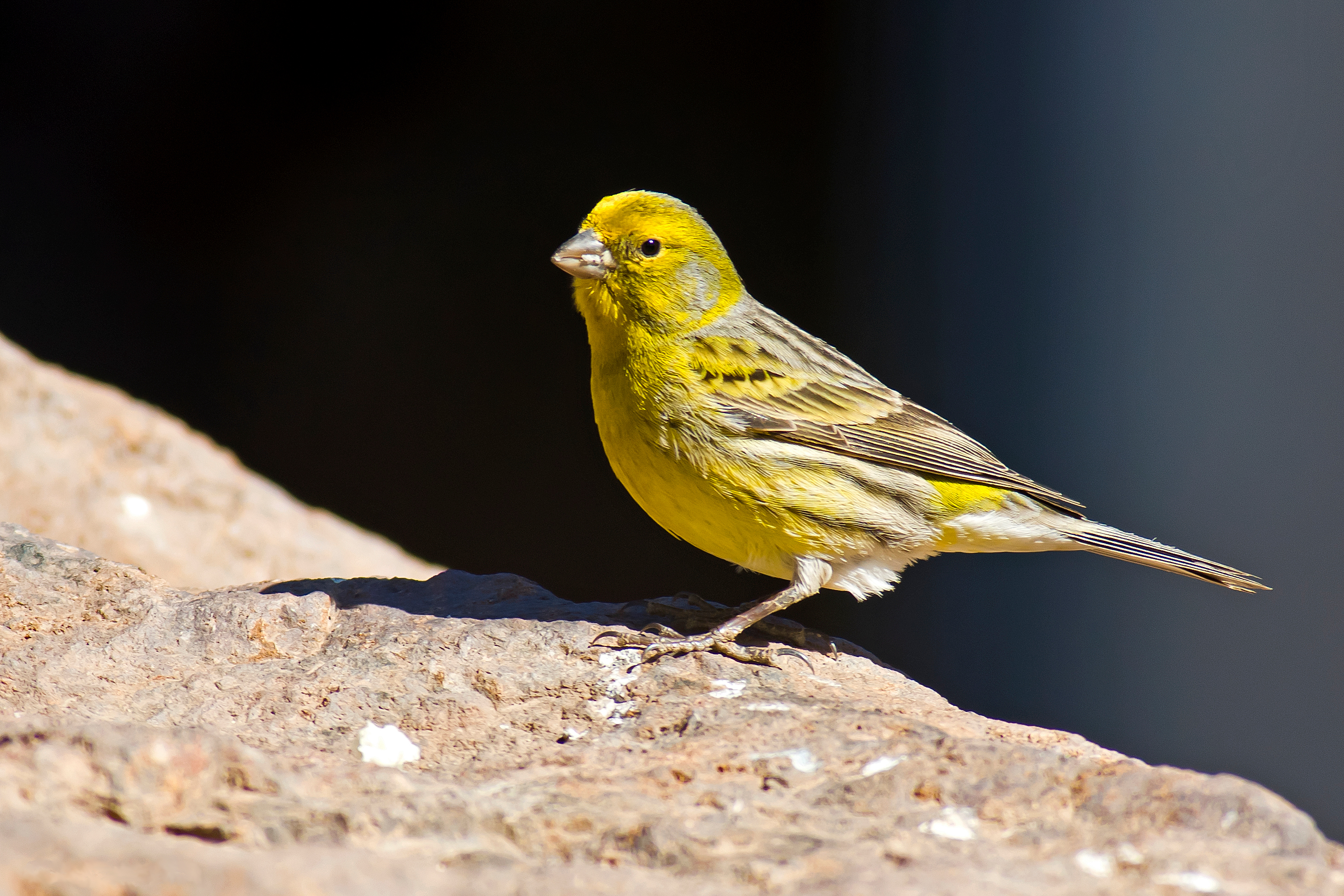
Serin des Canaries mâle dans le Parque Rural del Nublo, Grande Canarie.

La faune des îles Canaries est relativement variée. On y compte environ 200 espèces endémiques (seulement présentes dans cette région) variables selon les îles. Il y a une grande variété d'oiseaux comme le serin des Canaries qui est à l'origine de l'ensemble des variétés de Canaris présentes dans le monde. Il y a également des reptiles tels que le lézard des Canaries, des geckos et des serpents. On peut aussi voir sur le littoral une variété de mammifères marins, comme les dauphins et les baleines.

### Flore
La flore des îles Canaries est très riche et variée, car les îles sont situées dans une zone de transition entre l'Afrique et l'Eurasie. Elle comprend des espèces endémiques (qui ne se trouvent nulle part ailleurs dans le monde) ainsi que des espèces communes à d'autres régions.
Les espèces endémiques comprennent :
- le palmier canari (Phoenix canariensis) qui est l'emblème de l'archipel ;
- le dragonnier canarien (Dracaena draco) ;

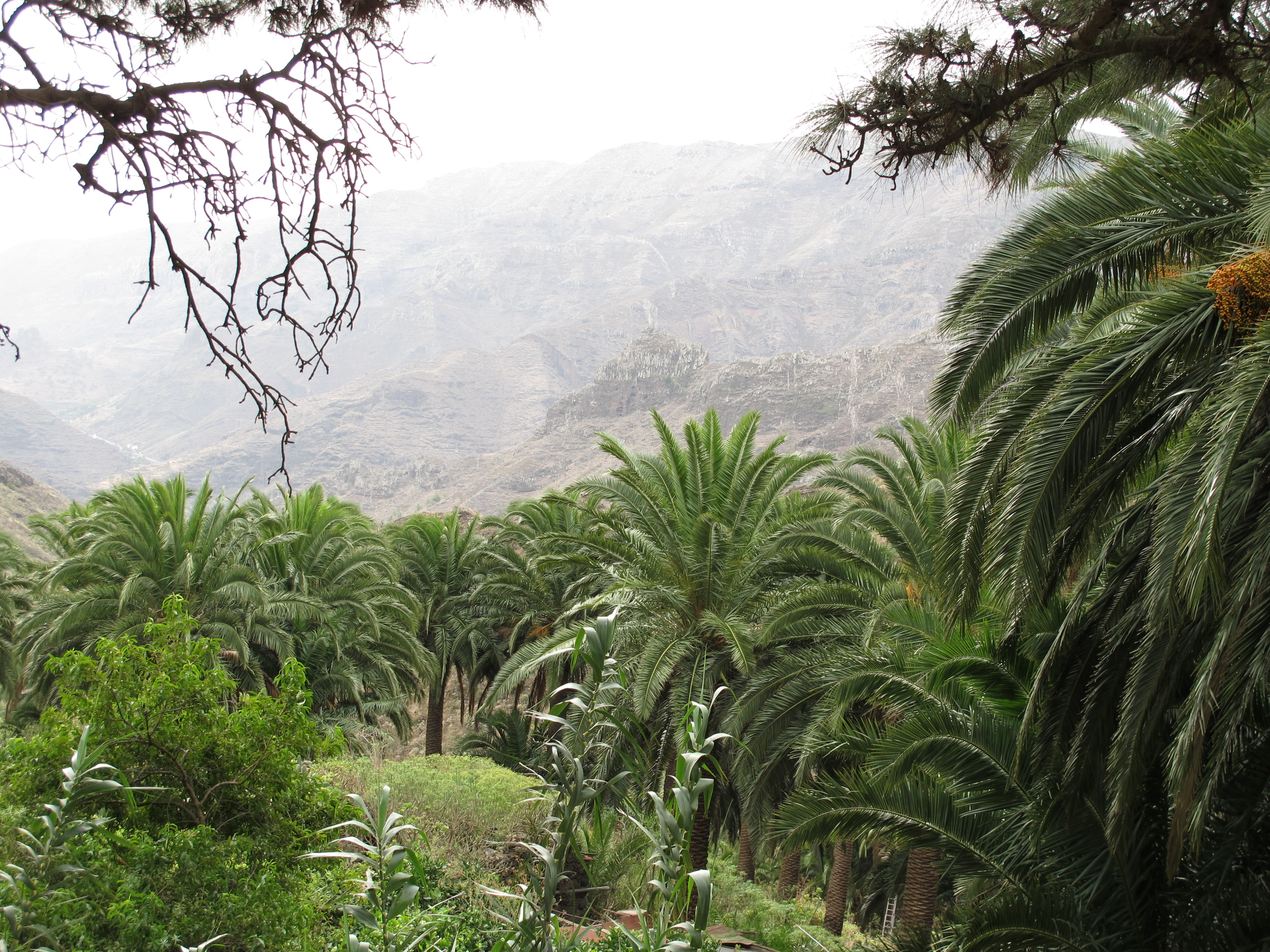
Groupe sauvage de palmiers canari (Phoenix canariensis) sur l'île de La Gomera.

- le cactus canarien (Echinocereus reichenbachii) qui est un cactus en forme de colonne avec des fleurs roses ou rouges ;
- la lobélie canarienne (Lobelia rhynchopetalum) qui est une plante vivace à fleurs bleues ou violettes ;
- le laurier-rose canarien (Apollonias barbujana) qui est un arbuste à feuilles persistantes avec des fleurs roses ou blanches.

Les espèces communes à d'autres régions comprennent :
- les cactus (Opuntia, Cereus) ;
- les agaves ;
- les aloès ;
- les euphorbes ;
- les ficus ;
- les acacias ;
- les eucalyptus ;
- les pins.

La Cytise prolifère (Cytisus proliferus) est une espèce d'arbuste endémique des Îles Canaries mais est aujourd'hui naturalisée dans de nombreuses parties du monde du fait de sa culture en tant que plante fourragère de qualité.
Les îles sont caractérisées par le Monteverde, ou Laurisylve, un type de boisement subtropical, typique des lieux humides et chauds.

## Démographie

### Répartition de la population

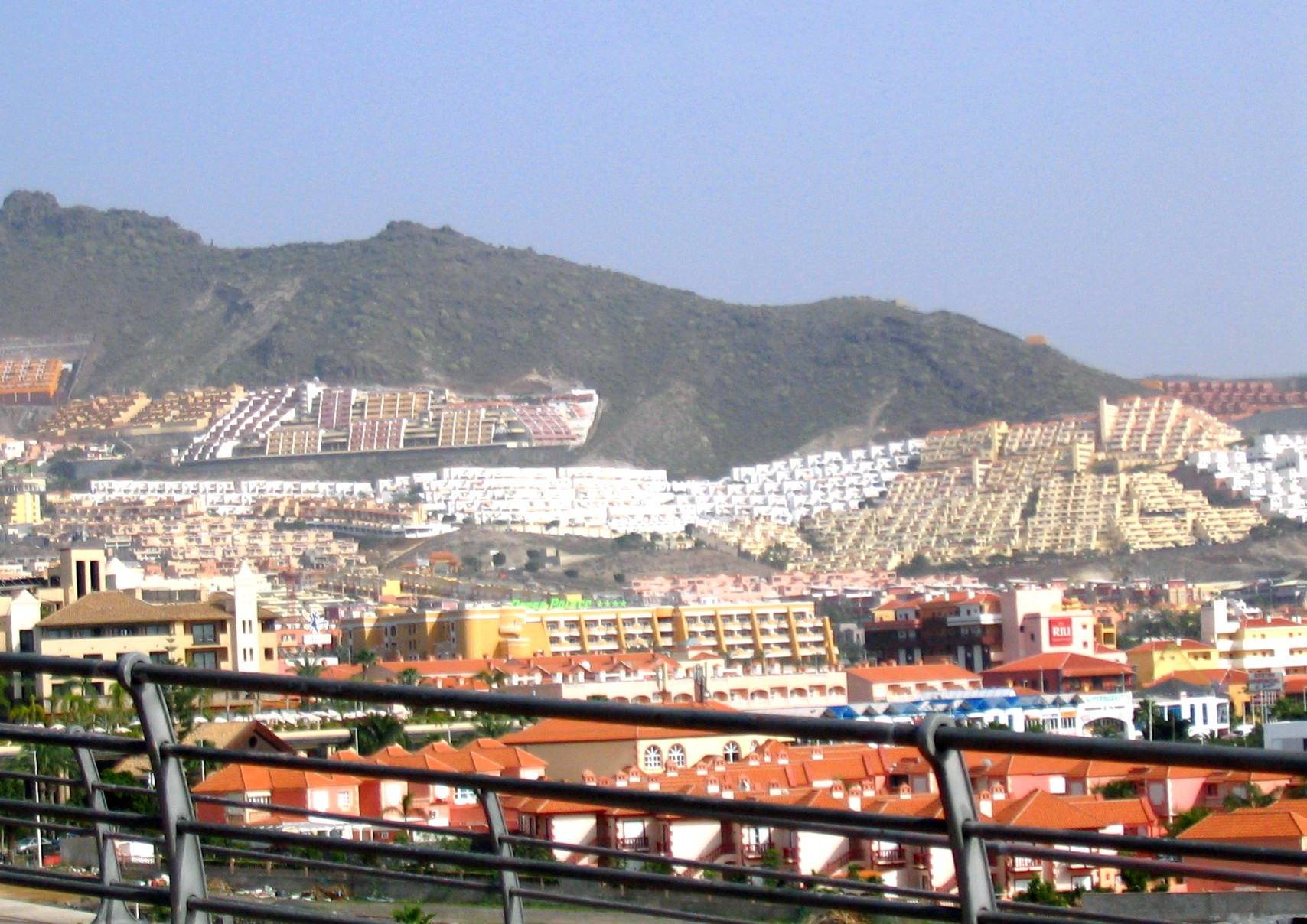
Urbanisation extensive de Costa Adeje (Tenerife).

La population de l'archipel qui compte 2 200 000 habitants en 2012 est concentrée principalement dans les deux grandes îles de l'archipel : Tenerife et Grande Canarie. Les principales agglomérations des îles Canaries sont : Las Palmas de Grande Canarie (382 283 habitants en 2014), Santa Cruz de Tenerife (205 279 habitants en 2014) et San Cristóbal de La Laguna (153 009 habitants en 2014).

#### Population des différentes îles
- Tenerife : 891 111 hab.
- Grande Canarie : 845 195 hab.
- Lanzarote : 145 084 hab. (inclus la population de La Graciosa)
- Fuerteventura : 107 521 hab.
- La Palma : 81 486 hab.
- La Gomera : 20 940 hab.
- El Hierro : 10 587 hab.

Données : INE au 1er janvier 2016.

### Génétique
En 2009, une étude génétique sur la population guanche a été menée par des équipes espagnoles (Université de Laguna et l'institut de médecine légale de l'université de Saint-Jacques-de-Compostelle) et une équipe portugaise (Institut de pathologie et d'immunologie de l'université de Porto) sur le chromosome Y qui est uniquement transmis de père en fils, et permet de suivre la lignée mâle d'une famille ou d'une ethnie. Jusqu'ici les recherches avaient plutôt privilégié l'ADN mitochondrial, qui reflète l'évolution des lignées maternelles. Cette analyse génétique a confirmé la théorie de l'origine berbère des autochtones des îles Canaries. D'autre part, les résultats apportent également de nouvelles découvertes, comme le fait que la contribution européenne à la population canarienne actuelle provient essentiellement des hommes, alors que pour les lignées maternelles, on trouve une présence plus grande d'origine berbère, indiquant un fort degré d'unions entre hommes européens et femmes guanches. Cette étude sur le chromosome Y dans la population canarienne a révélé l'impact de la colonisation européenne auprès de la population masculine. « En estimant la proportion de lignées européennes présentes dans l'actuelle population canarienne, on a trouvé qu'elles représentent 80 % », a déclaré Fregel. Toutefois, les études de l'ADN mitochondrial (ligne maternelle) sur la population actuelle ont montré une survie remarquable de lignages autochtones dans la population actuelle, avec une contribution maternelle dépassant les 40 %. La contribution ibérique et européenne au patrimoine génétique mâle des îles Canaries est passé de 63 % durant le XVIIe et le XVIIIe siècle à 83 % actuellement. En parallèle, la contribution aborigène est passée de 31 à 17 %, et celle des sub-sahariens de 6 à 1 %. Du côté maternel, l'apport européen est plus constant, car il est passé de 48 à 55 % et pour les aborigènes de 40 à 42 %. Les études montrent une diminution de l'apport sub-saharien de 12 à 3 % au cours des trois derniers siècles,.
En 2013, selon une étude autosomale, c'est-à-dire portant sur la totalité des chromosomes et pas seulement les marqueurs uni-parentaux (Chromosome Y et ADN mitochondrial), réalisée par un groupe de chercheurs hispano-américain, dont David Comas, de l'Institut de Biologie Évolutive (IBE) de l'Universitat Pompeu Fabra de Barcelone, portant sur près de 3 000 individus originaires d'Europe, d'Afrique du Nord et du Moyen-Orient, et publiée par la revue scientifique américaine PNAS, 20 % du génome des Canariens d'aujourd'hui est issu d'Afrique du Nord (cette proportion varie entre 5 et 15 % pour les habitants de la péninsule ibérique selon les régions),,.
En 2018, une étude génétique de Guillen-Guio et al. a séquencé le génome de plus de 400 individus originaires des sept îles principales et a déterminé les proportions suivantes du génome originaire d'Afrique du Nord et d'Afrique sub-saharienne. L'ascendance d'Afrique du Nord varie de 14,9 à 29,9 % et l'ascendance d'Afrique subsaharienne atteint 9,2 % au maximum.
|               | Afrique du Nord | Afrique du Nord | Afrique du Nord | Afrique subsaharienne | Afrique subsaharienne | Afrique subsaharienne |
| ------------- | --------------- | --------------- | --------------- | --------------------- | --------------------- | --------------------- |
|               | Min.            | Moyenne         | Max.            | Min.                  | Moyenne               | Max.                  |
| Lanzarote     | 0.214           | 0.254           | 0.296           | 0.014                 | 0.032                 | 0.057                 |
| Fuerteventura | 0.218           | 0.255           | 0.296           | 0.011                 | 0.027                 | 0.046                 |
| Gran Canaria  | 0.155           | 0.200           | 0.264           | 0.005                 | 0.032                 | 0.082                 |
| Tenerife      | 0.149           | 0.208           | 0.255           | 0.002                 | 0.015                 | 0.057                 |
| La Gomera     | 0.160           | 0.221           | 0.289           | 0.013                 | 0.048                 | 0.092                 |
| La Palma      | 0.170           | 0.200           | 0.245           | 0.000                 | 0.013                 | 0.032                 |
| El Hierro     | 0.192           | 0.246           | 0.299           | 0.005                 | 0.020                 | 0.032                 |

### Flux migratoires
Porte d'entrée de l'Union européenne, les îles Canaries ont reçu depuis le début de 2007 plus de 4 700 clandestins.
En 2006, le nombre d'arrivées avait atteint 31 200 personnes débarquées illégalement. Environ 300 personnes auraient péri en mer en 2006 pendant la traversée en Cayuco, bateau traditionnel des pêcheurs du Sénégal, des 800 km séparant les côtes de la Mauritanie à l'île de Tenerife. Cette nouvelle route maritime de l'immigration illégale s'est développée depuis le renforcement des contrôles dans le détroit de Gibraltar.
À Dakar, les bateaux de pêche déchargent du poisson le jour et embarquent la nuit des candidats au départ vers les îles Canaries, en attendant l'Europe. Bien que l'Espagne et le Sénégal aient renforcés les patrouilles aériennes et maritimes, l'exode se poursuit.
L'Union européenne a apporté son soutien financier et matériel à l'Espagne et au royaume du Maroc pour les encourager à lutter efficacement contre ce courant migratoire. Des missions de police de l'agence Frontex sont régulièrement organisées, ainsi que dans les enclaves africaines espagnoles de Ceuta et Melilla.
En 2006, la grande majorité des immigrés subsahariens qui parvenaient aux îles Canaries étaient transportés vers des centres d'hébergement de la péninsule Ibérique, faute d'accord de rapatriement avec leurs pays d'origine. Après deux mois passés dans un centre d'hébergement et munis d'une carte d'expulsion inapplicable, ils étaient relâchés en Espagne. La plupart prenaient ensuite la route vers le nord de l'Europe. En 2007, l'Espagne a expulsé 500 immigrés subsahariens. Elle a légalisé environ 500 000 immigrés clandestins ces dernières années.
En 2021, selon l'ONG Caminando Fronteras, plus de 4 000 migrants sont morts en mer en essayant de rejoindre les Iles Canaries,

## Administration

### Organisation institutionnelle
Les Îles Canaries constituent une communauté autonome espagnole, régie par les dispositions de la Constitution de 1978, de la loi organique du 10 août 1982 portant statut d'autonomie — partiellement réformée par la loi organique du 30 décembre 1996 —, de la loi organique des transferts de compétences complémentaires (LOTRACA) du 10 août 1982 et de la loi du 6 juillet 1994 sur la modification du régime économique et fiscal (REF) :
- le pouvoir exécutif est exercé par le président du gouvernement (Presidente del Gobierno de Canarias) et son gouvernement (Gobierno) ;
- le pouvoir législatif est confié au Parlement des Canaries (Parlamento de Canarias). Les Îles Canaries étant politiquement organisées en régime parlementaire, les députés contrôlent l'action de l'exécutif, élisent et peuvent renverser le président ;
- le pouvoir judiciaire revient au tribunal supérieur de justice (TSJC), qui relève de la justice de l'État espagnol.

### Capitales

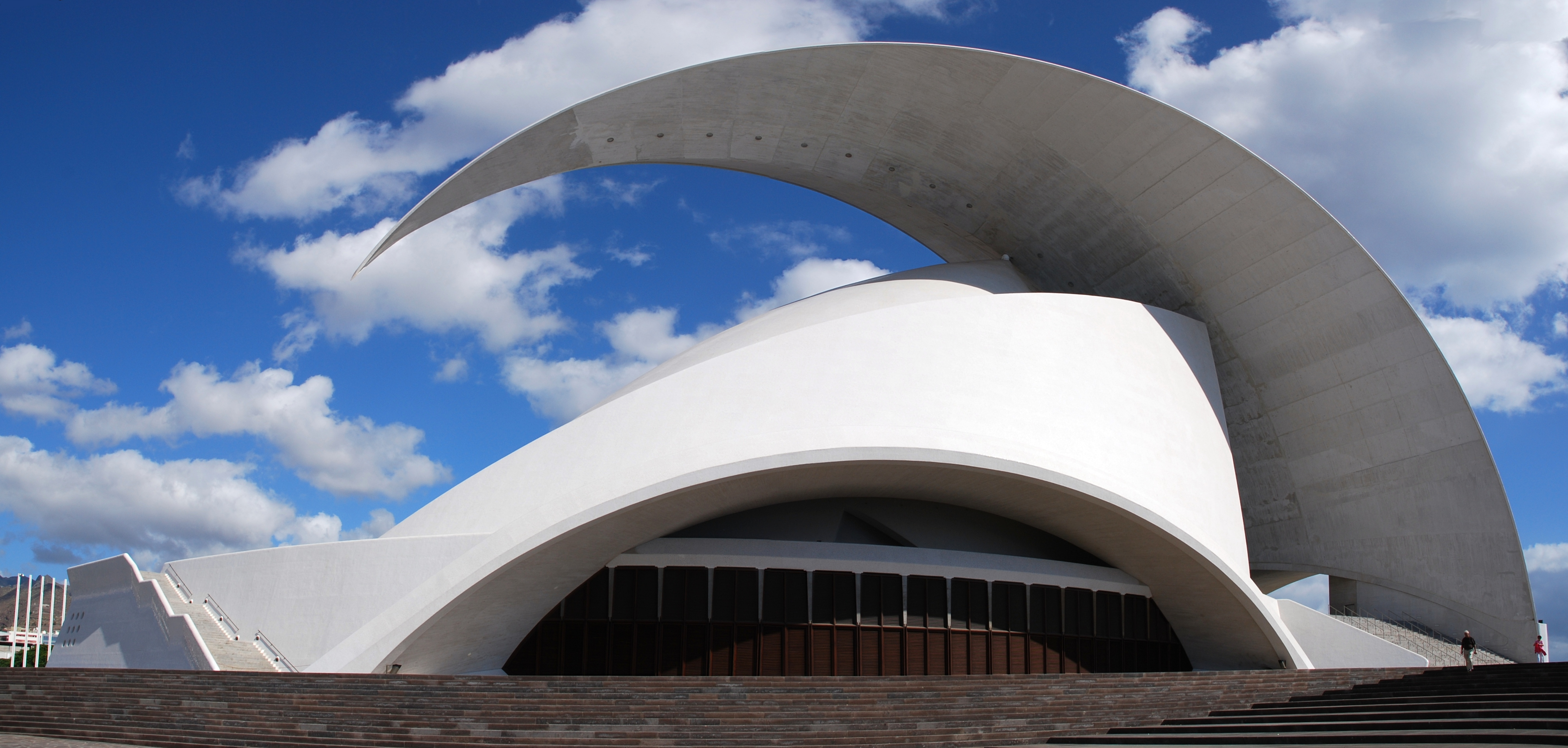
Auditorium de Tenerife à Santa Cruz de Tenerife.

L'archipel a deux capitales, Santa Cruz de Tenerife et Las Palmas de Grande Canarie. Jusqu'en 1927, année où les Îles Canaries furent scindées en deux provinces, Santa Cruz était la seule capitale de tout l'archipel,.
Le président et le vice-président passent de l'une à l'autre lors de chaque session ordinaire, mais ne doivent jamais se trouver dans la même capitale. Les départements exécutifs sont répartis à parité entre les deux villes. De même, deux chambres du TSJC sont à Santa Cruz, la délégation du gouvernement espagnol étant fixées à Las Palmas. En revanche, le Parlement des Canaries siège en permanence à Santa Cruz. Le siège de la présidence est partagé entre les deux villes.

### Situation politique
De 2015 à 2019 et depuis 2023, le président du gouvernement est l’autonomiste de centre-droit Fernando Clavijo.

### Provinces
Les Îles Canaries sont divisées en deux provinces :
- la province de Las Palmas regroupant les îles de Lanzarote, Fuerteventura et Grande Canarie ;
- la province de Santa Cruz de Tenerife regroupant les îles de Tenerife, La Gomera, El Hierro et La Palma.

Aucune de ces provinces n'a de députation provinciale. En effet, le pouvoir politique local est décentralisé au niveau de chaque île, qui disposent toutes d'un cabildo.
Le Cabildo est élu au suffrage universel direct et comprend de onze à vingt-et-un membres. Il s'organise en une assemblée (pleno) et un conseil de gouvernement (Consejo de Gobierno), à la tête duquel se trouve un président.

## Économie

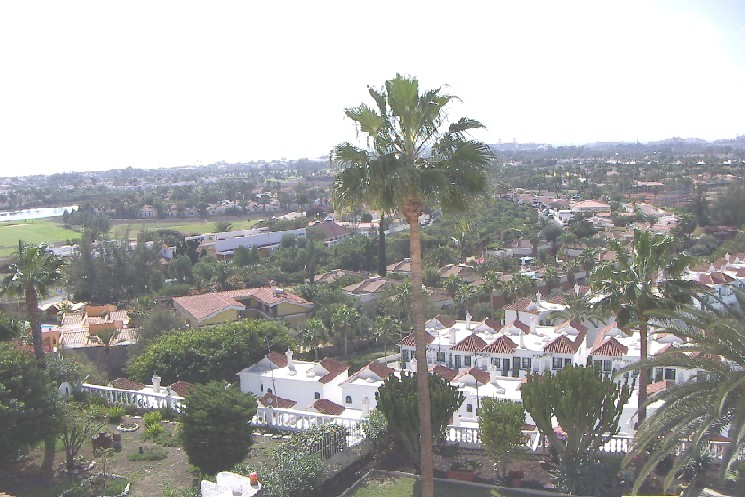
Maspalomas, Grande Canarie.

Malgré une attraction touristique très forte, les travailleurs des îles Canaries sont les moins bien payés d'Espagne avec des salaires moyens inférieurs à 1 325 € net mensuels. Le chômage atteint en outre des proportions très importantes, touchant 28,5 % de la population active en 2014.
La région est l'une des plus pauvres d'Espagne. En 2018, l'Institut national des statistiques (INE) indique que 30,5 % de ses habitants vivent dans la pauvreté ou la précarité.
L'industrie est surtout développée dans les activités portuaires et le raffinage de pétrole (la Raffinerie de Santa Cruz de Tenerife est la plus grande raffinerie d'Espagne) et l'agroalimentaire.

### Tourisme
Par leur climat tropical et ensoleillé, leurs paysages volcaniques, les îles Canaries sont une destination touristique de premier plan, principalement dans le secteur de Tenerife,,, avec 13 millions de touristes par an puis 16 millions en 2023, générant des protestations d'une partie des habitants et des manifestations locales contre la hausse des prix du logement, dont Sebastian Ebel, président du directoire de TUI, le numéro un mondial du tourisme, s’inquiète à partir de 2024. Concernant les coûts du logement en hausse pour les locaux, il a renvoyé aux locations saisonnières de type Airbnb déjà dénoncées les mois précédents, amenant à réfléchir à des expériences de tourisme durable réussies dans d'autres lieux touristiques en Espagne et ailleurs dans le monde, où la crainte du tourisme de masse est exprimée par des personnalités comme Hugo Clément.
Le secteur tertiaire représente 80 % de l'économie des îles Canaries, mais sans empêcher des mouvements anti-touristes qui se multiplient aux Canaries, comme à Barcelone, Saint-Sébastien ou encore Séville, pour dénoncer la pression immobilière et les nuisances sonores et environnementales.
Par leur climat tropical et ensoleillé, et du fait de leurs paysages volcaniques, les îles Canaries sont une destination touristique de premier plan (principalement Tenerife),,, avec treize millions de touristes par an. En dénonçant un « développement suicide », ils réclament l’arrêt de la construction de deux complexes hôteliers à Tenerife, principale île de l’archipel des Canaries.

### Statistiques du tourisme
Le nombre de touristes ayant visité les îles Canaries en 2016, par île de destination, montre une répartition très inégale :
- Tenerife - 4 885 900
- Grande Canarie - 3 654 800
- Lanzarote - 2 328 700
- Fuerteventura - 1 914 100
- La Palma - 221 500
- La Gomera et El Hierro - 109 300

### Agriculture aux Canaries
L'agriculture est très peu développée aux Canaries et varie selon les îles, chaque île ayant ses propres conditions climatiques et de sol qui peuvent être favorables à certains types de culture. Cependant, certaines îles sont considérées comme étant plus favorables à l'agriculture que d'autres :
- La Grande Canarie est considérée comme l'île la plus favorable à l'agriculture en raison de sa diversité climatique et de ses sols fertiles. Elle est particulièrement connue pour ses cultures de fruits tropicaux (bananes, avocats, mangues, papayes, ananas) et légumes, ainsi que pour ses vignes.

- Tenerife est également une île agricole importante, avec une grande variété de cultures, notamment des bananes, des avocats, des ananas, des mangues et des papayes.

- À Lanzarote, on cultive des fruits et légumes, ainsi que des agrumes, de la vigne et des fruits tropicaux.

- Fuerteventura est également une île agricole importante, avec des cultures de légumes, des cultures de fruits secs et des cultures d'agrumes.

Côté élevage, il existe une race bovine endémique, la Palmera.

## Transports

### Aériens
| \| 20 km1:4 805 000 \| El Hierro Fuerteventura Gran Canaria La Gomera La Palma Lanzarote Tenerife-Nord Tenerife-Sud |
| 20 km1:4 805 000 |

Les îles comportent différents aéroports, au nombre de huit :
- Aéroport de Lanzarote (code IATA : ACE • code OACI : GCRR), sur l'île de Lanzarote ;
- Aéroport de Fuerteventura (code IATA : FUE • code OACI : GCFV), sur l'île de Fuerteventura ;
- Aéroport de Gran Canaria (code IATA : LPA • code OACI : GCLP), sur l'île de Grande Canarie, qui partage son espace avec la base aérienne Gando, à usage militaire ;
- Aéroport de Tenerife-Nord (code IATA : TFN • code OACI : GCXO) et aéroport de Tenerife-Sud (code IATA : TFS • code OACI : GCTS), sur l'île de Tenerife ;
- Aérodrome de La Gomera (code IATA : GMZ • code OACI : GCGM), sur l'île de La Gomera ;
- Aéroport de La Palma (code IATA : SPC • code OACI : GCLA), sur l'île de La Palma ;
- Aérodrome d'El Hierro, officiellement appelé aéroport de los Cangrejos (code IATA : VDE • code OACI : GCHI), situé sur l'île d'El Hierro

### Maritime
Port de Las Palmas (Gran Canaria), port de Santa Cruz (Tenerife Nord), port de Los Cristianos (Tenerife Sud), divers ports de tourisme.

### Ferroviaire
- Le tramway de Tenerife est inauguré en 2007.
- Le train de Grande Canarie est en projet mais n'a pas reçu de financement pour le démarrage des travaux. Il existe également deux autres projets pour le nord et le sud de Tenerife[51].

## Religion

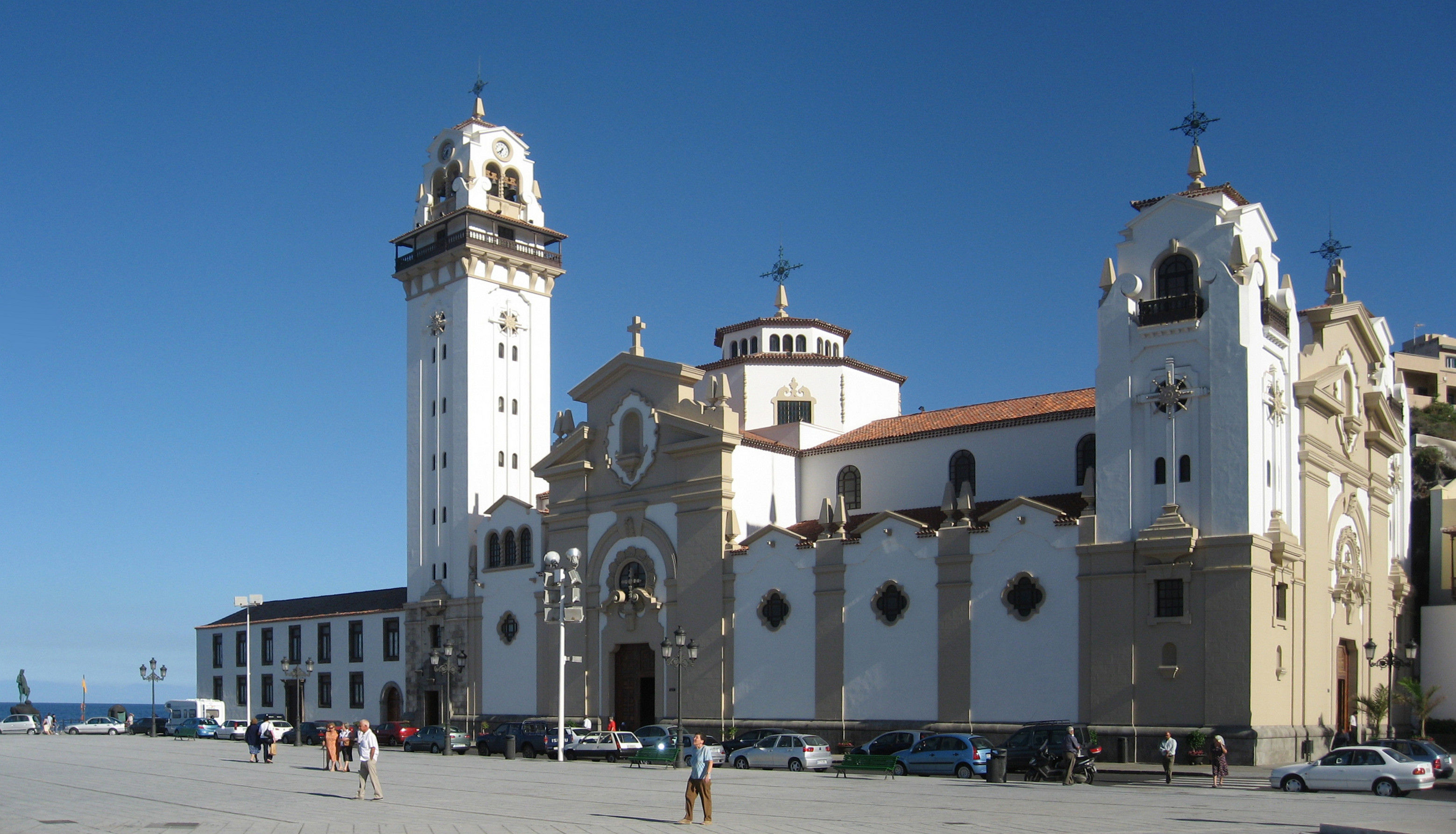
Basilique de la Candelaria, sanctuaire de la sainte patronne des îles Canaries, la Vierge de la Candelaria.

Comme dans le reste de l'Espagne, la société des îles Canaries est majoritairement catholique. La religion catholique est depuis la conquête de l'archipel des Canaries la religion majoritaire. Deux saints catholiques y sont nés : Pierre de Betancur et José de Anchieta. Tous deux nés sur l'île de Tenerife, étaient respectivement missionnaires au Guatemala et au Brésil. Notre-Dame de Candelaria est la patronne des îles Canaries.
Cependant, avec l'augmentation des flux migratoires, le nombre d'adeptes d'autres religions augmente dans les îles (musulmans, protestants, bouddhistes, Juifs, baha'i, praticiens de l'hindouisme, des religions afro-américaines ou des religions chinoises). Est aussi née sur l'archipel une forme de néopaganisme, l'Église du Peuple Guanche.
Les pratiquants de l'islam dans l'archipel sont organisés au sein de la Fédération islamique des Canaries.
Il existe notamment des adeptes de l'Église du Peuple Guanche, un mouvement néo-païen fondé en 2001 dans la ville de San Cristóbal de La Laguna (Tenerife, Îles Canaries, Espagne) qui fait revivre les anciennes pratiques et croyances des autochtones berbères guanches. L'Église du peuple de Guanche compte environ 300 fidèles.

## Éducation
Le plus ancien lycée des îles Canaries est le lycée Canarias Cabrera Pinto, fondé en 1846 à San Cristóbal de La Laguna. La plus ancienne université des îles Canaries est l'université de La Laguna, fondée en 1927. L'archipel compte également l'université de Las Palmas de Gran Canaria, fondée en 1989.

## Culture
Du fait de sa présence sur la route maritime des premiers explorateurs des Amériques, les îles des Canaries ont reçu l'apport culturel de plusieurs pays européens mais surtout espagnol et portugais dans un premier temps. Cette culture européenne est alors entrée en conflit avec la culture locale existante.

## Fêtes
Le jour officiel de la communauté autonome est la Journée des Canaries le 30 mai. L'anniversaire de la première session du Parlement des Canaries, basée à Santa Cruz de Tenerife, le 30 mai 1983, est commémoré avec cette journée.
Le calendrier commun des fêtes dans les îles Canaries est le suivant:
- 1er janvier : Jour de l'an.
- 6 janvier : Jour de l'Épiphanie.
- Pâques : jeudi saint et vendredi saint.
- 1er mai : Fête du Travail.
- 30 mai : Journée des Canaries.
- 15 août : Assomption de Marie. Cette journée est fêtée dans l'archipel comme dans toute l'Espagne. Dans les îles Canaries, c'est le jour où est célébrée Notre-Dame de Candelaria (Patronne des îles Canaries)[60],[61].
- 12 octobre : Fête nationale espagnole. Commémoration de la découverte de l'Amérique.
- 1er novembre : Toussaint.
- 6 décembre : Journée de la Constitution espagnole.
- 8 décembre : Immaculée Conception.
- 25 décembre : Noël.

En outre, chacune des îles organise une fête au niveau local, le jour de la fête de la sainte-patronne de l'île en question - une déclinaison de la Vierge Marie :
- 2 février à Tenerife : Notre-Dame de la Candelaria.
- 5 août à La Palma : Notre-Dame-des-Neiges.
- 8 septembre à Grande Canarie : Notre Dame du Pin.
- 15 septembre à Lanzarote : Notre-Dame des Douleurs.
- Troisième samedi du mois de septembre à Fuerteventura : Notre-Dame de la Peña.
- 24 septembre à El Hierro : Notre-Dame-du-Réal.
- Lundi suivant le premier samedi d'octobre à La Gomera : Notre-Dame de Guadalupe.

Le carnaval connaît de multiples versions et est célébré dans toutes les îles et toutes ses municipalités, surtout dans les deux capitales canariennes : le Carnaval de Santa Cruz de Tenerife et le Carnaval de Las Palmas de Gran Canaria.

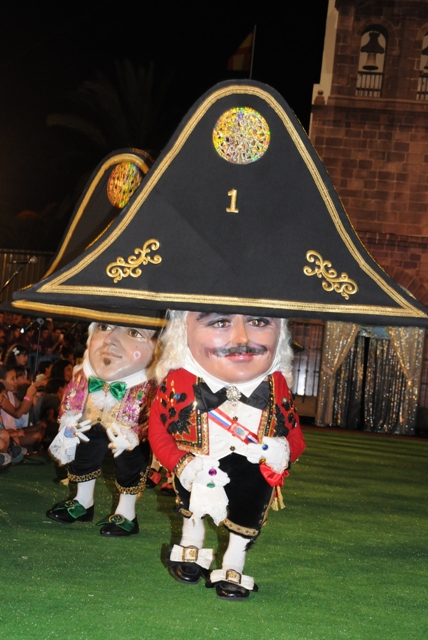
La Danse des Nains est l'un des actes les plus importants des fêtes lustrales du dépôt de Notre-Dame-des-Neiges à Santa Cruz de La Palma.
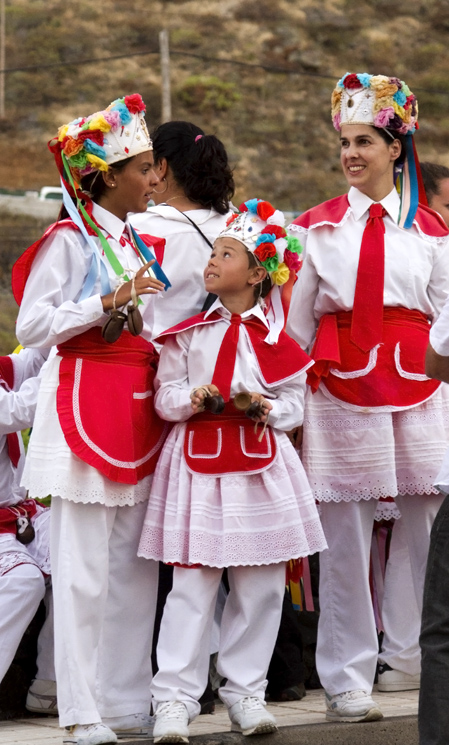
Danseurs avec un costume typique à El Hierro.

## Honneur
L'astéroïde (47096) Canarias est nommé en leur honneur.

### Filmographie
- Semillas que el mar arrastra, film documentaire